# 山川町 (徳島県)
山川町（やまかわちょう）は、かつて徳島県の麻植郡にあった町。現在の吉野川市山川町にあたる。

## 概要
町村合併促進法に基づく昭和の大合併により、1955年（昭和30年）1月1日、山瀬町、川田町および三山村の一部が合併し、誕生した。その後の平成の大合併により、2004年（平成16年）10月1日、麻植郡内の町村と合併し、吉野川市となった。山川町であった区域は吉野川市山川町として区分された。
町の花はオンツツジ。同町船窪にはオンツツジの群落があり、樹齢数百年を超えるものもある。オンツツジの大群落が自然形成しているものは珍しく、1985年（昭和60年）10月26日に国の天然記念物に指定されたことによって制定された。
伝統産業として和紙づくりがある。8世紀頃、忌部氏が山川町の地に入り、紙や布の製造を行った頃からの歴史があるとされる。阿波和紙伝統産業会館で紙漉きを体験できる。

## 沿革
- 1889年（明治22年）10月1日 - 町村制施行に伴い、麻植郡山瀬村・川田村・三山村が成立。
- 1926年（大正15年）5月5日 - 山瀬村が町制施行して山瀬町となる。
- 1928年（昭和3年）11月10日 - 川田村が町制施行して川田町となる。
- 1955年（昭和30年）1月1日 - 山瀬町・川田町，三山村の一部が合併して山川町となる。三山村の残部は他村と合併して美郷村を新設。
- 2004年（平成16年）10月1日 - 鴨島町，川島町，美郷村と合併して吉野川市となる[1]。

## 教育

### 中学校
- 吉野川市立山川中学校

### 小学校
- 吉野川市立山瀬小学校
- 吉野川市立高越小学校：新設
- 吉野川市立川田小学校：高越小学校へ統合
- 吉野川市立川田中小学校：高越小学校へ統合
- 吉野川市立川田西小学校：高越小学校へ統合

## 出身者
- 原井敬（吉野川市長）